# 恒隆銀行
恒隆銀行（こうりゅうぎんこう、中国語: 恆隆銀行、英語: Hang Lung Bank）は、かつて存在した香港の銀行。現在はDBS銀行 (香港)に統合されている。

## 歴史
1965年4月1日に設立された。1982年9月6日、謝利源の破産により当行の取り付け騒ぎがおこり、7日にも事態が悪化した。元朗区や大埔区、粉嶺では群衆が集まった。恒隆銀行は対処に3000万から4000万の現金を支店に輸送し、全ての当事者による説明を経て、翌日には事件がおさまった。しかし、1983年9月に香港返還をめぐり香港ドルが危機に瀕したため、取り付け騒ぎが再発した。同月27日、香港立法局は、同日の18時18分に「1983年恒隆銀行（接収）法案」を第三読会で可決し、香港政府が正式に当行を引き継いだ。
当時財務長官のジョン・ヘンリー・ブレンリッジは、法案の第二読会で、銀行は1983年3月末に資金が不足し、資金が法定水準を下回っていたと述べた。同年9月、香港ドル安の影響を受けて預金総額は1982年9月上旬に取り付け騒ぎが起こる前の水準を下回った。1983年9月下旬、当行は再び資金不足に陥った。ブレンリッジは、政府が責任を負って対処しなければ、当行は1億4800万元の手形を現金化することができないと述べた。
1989年10月1日、道亨銀行は当行を買収した。1990年、道亨銀行は当行と合併し、当行はそれ以来正式に事業を閉鎖した。2003年、道亨銀行は海外信託銀行および広安銀行と合併し、社名をDBS銀行 (香港)に変更した。